# Vaux (Allier)
 Vaux  es una población y comuna francesa, situada en la región de Auvernia, departamento de Allier, en el distrito de Montluçon y cantón de Montluçon-Nord-Est.

## Demografía
| 751 | 772 | 701 | 820 | 905 | 966 |
| Para los censos de 1962 a 1999 la población legal corresponde a la población sin duplicidades (Fuente: INSEE [Consultar]) |     |     |     |     |     |